# Ponikve, Brežice
Ponikve este o localitate din comuna Brežice, Slovenia, cu o populație de 100 de locuitori.